# Schottland-Amt
Das Schottland-Amt (englisch: Scotland Office, gälisch: An Oifis Albannach) ist eine für Schottland zuständige Abteilung der erweiterten britischen Regierung mit Standorten in Dover House, Whitehall, London und Melville Crescent, Edinburgh. Amtsleiter ist der Schottland-Minister (Secretary of State for Scotland).
Das Schottland-Amt wurde 1885 durch den britischen Premierminister Lord Salisbury gegründet. Erster Leiter (Secretary for Scotland) des als The Scottish Office benannten Schottland-Amtes war Charles Henry Gordon-Lennox, 6. Duke of Richmond. Seit 1892 war der Amtsleiter des Scottish Office Mitglied im britischen Kabinett. Im Laufe der Jahrzehnte konnte das Amt seine Bedeutung ausweiten und entwickelte auch Kompetenzen im Wirtschaftsbereich. 1997 stimmte die schottische Bevölkerung mit überwältigender Mehrheit für ein eigenes Schottisches Parlament, das mit begrenzten Kompetenzen innerhalb des Vereinigten Königreichs ausgestattet sein sollte. 1999 wurden daher viele Aufgaben des Schottland-Ministers dem damals neu eingeführten Amt des Ersten Ministers von Schottland übertragen und das Schottland-Amt offiziell in Scotland Office umbenannt. Der Schottland-Minister ist weiterhin ein Mitglied des Britischen Kabinetts. Das Schottland-Amt dient heute als Bindeglied zwischen Her Majesty's Government in London und der schottischen Regionalregierung.